# Michal Shabtay
Michal Shabtay (1952) is een Nederlandse mediakunstenaar, filmregisseur en curator. Sinds 1975 woont en werkt ze in Amsterdam.

## Leven en werk
Shabtay groeide op in Kiryat Tiv'on, een plaats in het noorden van Israël. Haar ouders zijn afkomstig uit Irak. Van jongs af aan is film een belangrijk aspect in haar leven. Op jonge leeftijd keek ze al stiekem via een ventilatierooster naar films die werden vertoond in het plaatselijke filmhuis in Kiryat Tiv'on, maar vanaf het moment dat ze de film Blow-Up van Antonioni zag veranderde haar fascinatie voor film in een blijvende passie.
Van 1972 tot 1975 studeerde Shabtay film aan de Universiteit van Haïfa. In 1975 emigreerde ze naar Nederland uit teleurstelling in de Israëlische bezettingspolitiek, waar ze haar opleiding vervolgde aan de Vrije Academie en de Koninklijke Academie voor Beeldende Kunst in Den Haag. Vanaf dat moment richtte zij zich op video-, performance- en installatiekunst.
Shabtay was getrouwd met editor, scenarioschrijver en regisseur Danniel Danniel (1950-2017) van 1973 tot 1999. Shabtay en Danniel werkten samen aan verschillende producties, waaronder Stations (1985), Ei (1986) en Mykosch (1995).
Sinds de jaren 80 is Shabtay's werk te zien geweest in verschillende (solo)tentoonstellingen en performances in Nederland, Israël, Amerika, Canada, Japan en andere Europese landen. Daarnaast heeft ze films en series voor de Nederlandse nationale televisie geschreven en geregisseerd, waaronder God Seekers (2003), 50 jaar SBK (2005), Islamic Art Treasures in Europe (2008), Shylock (2008) en Symposium Islamic Art in Contemporary context  (2011). Ook is ze nauw betrokken geweest bij het Joods Historisch Museum, onder andere als gastcurator in 1998.
Binnen het oeuvre van Shabtay staat de verhouding tussen realiteit en verbeelding centraal. In haar werk maakt ze veel gebruik van haar kennis omtrent historische culturele tradities om hedendaagse ontwikkelingen te belichten. Kenmerkend voor haar werk is het intensief en persoonlijk gebruik van teksten, beelden en symbolen. Ook thema's zoals natuur, erotiek, geweld en oorlog keren regelmatig terug.
Anno 2021 werkt Shabtay aan een documentaire over de Lastage buurt. Ze is artistiek directeur van de Messis Foundation, een organisatie die zich inzet voor (socio)culturele projecten.

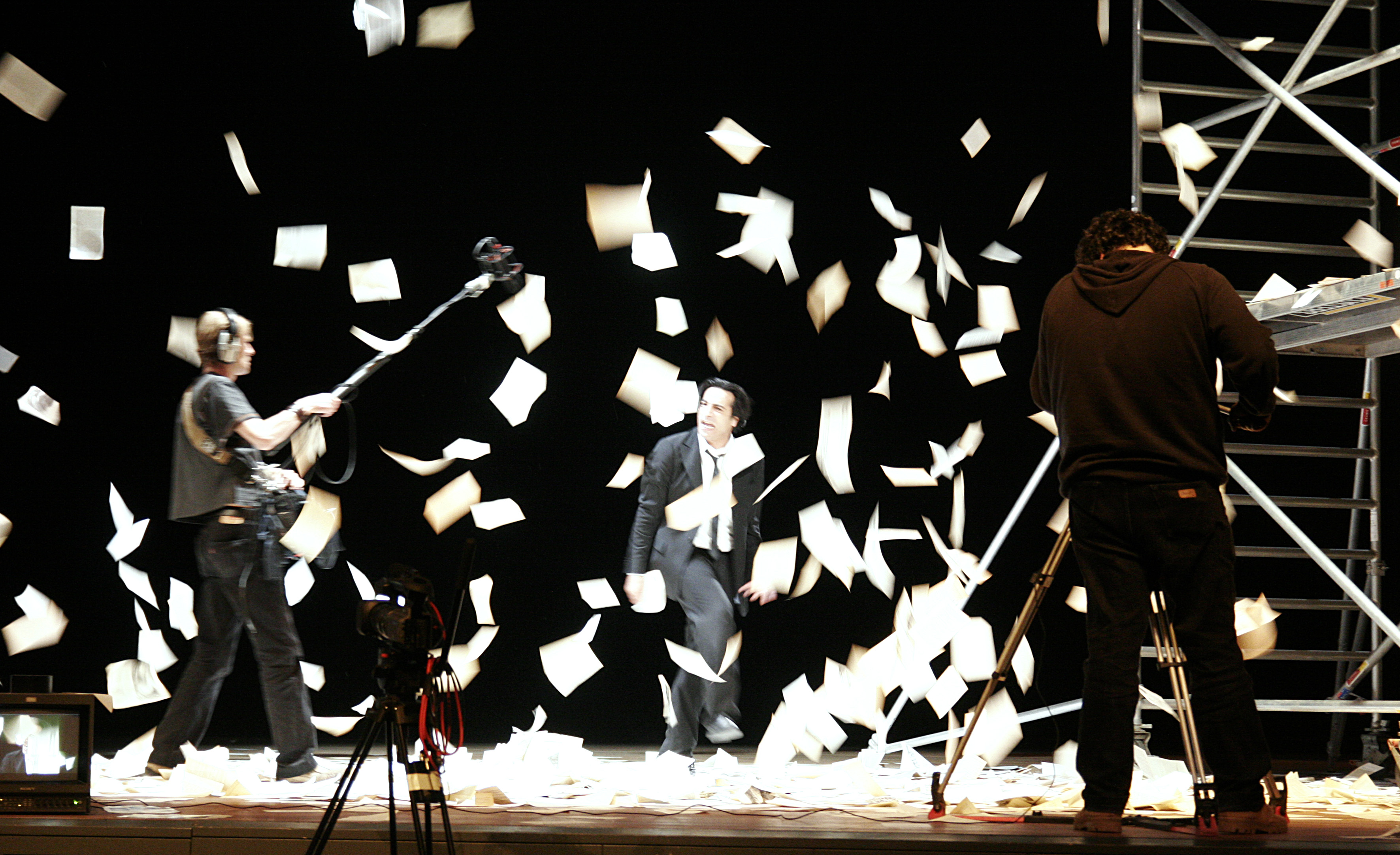
Shylock performance in 2008. Foto: Giovanni Piesco

#### Shylock
Shabtay's Shylock (2008) gaat over een personage uit Shakespeares stuk ‘De Koopman van Venetië'. Voor het maken van deze film werd Shabtay geïnspireerd door een optreden van Gareth Armstrong. In het verhaal van Shakespeare wordt Shylock geportretteerd als schurk, en heeft hij slechts één vriend. Deze vriend, Tubal, is naast Shylock het enige andere Joodse personage in Shakespeares werk. Shabtay's film is een verkenning van het tragische, grappige en vaak ondraaglijke leven van de bekendste Jood uit de toneelgeschiedenis – door de ogen van Tubal. In de ‘one-man film' speelt Cahid Ölmez verschillende rollen, waaronder die van Shylock en van hoofdpersoon Tubal. Het werk werd vertoond op verschillende filmfestivals.

#### Song of Songs
Song of Songs (1987) is een theaterstuk dat Shabtay zelf beschrijft als Hooglied. Deze performance bestond uit negen monitors die op het podium werden verplaatst door in zwarte kleding gehulde acteurs. Op de schermen werden verschillende videofragmenten afgespeeld, terwijl de monitors middels een vaste choreografie over het podium werden bewogen. In het stuk wordt door een verteller op de negende monitor de Song of Songs voorgedragen. Het verhaal gaat over een bruid en bruidegom en hun traditionele Joodse bruiloft ceremonie. Over het algemeen zijn er steeds twee monitors gereserveerd voor de rol van bruid en bruidegom, terwijl de overige zes monitors decoratieve en symbolische scenes tonen. Het werk vertaalt Shabtay's blik op relationele Oosterse tradities.